# Югорский полуостров
Юго́рский полуо́стров — крупный полуостров на крайнем северо-востоке Европы, между Баренцевым и Карским морем, в Ненецком автономном округе Архангельской области России.

## География
Площадь полуострова — около 18 тыс. км². В основном территория Югорского полуострова представляет волнистую равнину (высотой до 200 м). Здесь широко развиты морские (в прибрежных районах) и ледниковые отложения. Центральная часть полуострова занята кряжем Пай-Хой (наивысшая точка — гора Мореиз, 423 м над уровнем моря).

## Климат
Климат на полуострове субарктический. Зима здесь продолжительная (до 7 месяцев), лето короткое и прохладное (средняя температура января −20 °C, июля +7 °C). Осадков выпадает около 300 мм в год. Крупнейшая река полуострова — Большой Ою.

## Флора и фауна
Из растений на полуострове преобладают моховые, лишайниковые и полигональные тундры (в полигональных тундрах растительный покров образует сетку из многоугольников или колец).

## Население
На севере полуострова расположен порт Амдерма. Плотность населения невелика. 
Коренное население — ненцы, проживают также и русские.

## История изучения
Первые научные исследования Югорского полуострова выполнила научно-исследовательская экспедиция под руководством Э. К. Гофмана (1847—1850) в 1848 году. Экспедиция открыла и нанесла на карту кряж Пай-Хой, составив его геологическое и биологическое описание; при этом Гофман проехал на оленях через тундру вдоль северного склона Пай-Хоя от горы Константинов Камень (самая северная вершина Полярного Урала) до пролива Югорский Шар, а затем, обогнув кряж у моря и обследовав его южный склон, пересёк его по долине нижнего притока Кары и вышел к юго-восточному краю кряжа. В Академию наук участники экспедиции доставили с Югорского полуострова образцы горных пород и минералов, гербарии, этнографические материалы. Результаты экспедиции были изложены в двухтомном труде «Северный Урал и береговой хребет Пай-Хой» (написан совместно Гофманом и участником экспедиции, астрономом М. А. Ковальским).